# Lepomis humilis
A Lepomis humilis a sugarasúszójú halak (Actinopterygii) osztályának sügéralakúak (Perciformes) rendjébe, ezen belül a díszsügérfélék (Centrarchidae) családjába tartozó faj.

## Előfordulása
A Lepomis humilis előfordulási területe az észak-amerikai kontinensen van. A következő vizekben található meg: Hudson-öböl, Erie-tó, Michigan-tó, Mississippi-vízrendszer és a texasi Colorado folyó.

## Megjelenése
Ez a hal általában 7,4 centiméter hosszú, azonban 15 centiméteresre is megnőhet.

## Életmódja
Édesvízi halfaj, amely a lassan folyó nyíltabb vizeket részesíti előnyben. Azonban a vízinövények között is rejtőzhet. A 10–28 Celsius-fok közötti vízhőmérsékletet kedveli. Apró rákokkal és rovarlárvákkal, azok közül főleg árvaszúnyogokkal (Chironomidae) táplálkozik.
Legfeljebb 4 évig él.

## Felhasználása
Ezt a halat főleg a városi akváriumok tartják.